# Osowo, Hạt Świdwin
Osowo [ɔˈsɔvɔ] (trước đây là Wussow của Đức) là một ngôi làng thuộc khu hành chính của Gmina widwin, thuộc quận Świdwin, West Pomeranian Voivodeship, ở phía tây bắc Ba Lan. Nó nằm khoảng 9 kilômét (6 mi)  về phía tây của Świdwin và 80 km (50 mi) về phía đông bắc của thủ đô khu vực Szczecin.
Trước năm 1945, khu vực này là một phần của Đức. Đối với lịch sử của khu vực, xem Lịch sử của Pomerania.
Làng có dân số 50 người.